# Auchmis paucinotata
Auchmis paucinotata là một loài bướm đêm trong họ Noctuidae.